# Buse Naz Çakıroğlu
Buse Naz Çakıroğlu (* 26. Mai 1996 in Trabzon) ist eine türkische Boxerin im Fliegengewicht. Sie trainiert beim Fenerbahçe SK.

## Karriere
Buse Naz Çakıroğlu war Viertelfinalistin der Jugend-Europameisterschaften 2014 in Assisi und Achtelfinalistin der Europameisterschaften 2016 in Sofia. Bei den Weltmeisterschaften 2016 in Astana schied sie in der Vorrunde aus.
2017 gewann sie die EU-Meisterschaften in Roccaporena und 2018 die U22-Europameisterschaften in Târgu Jiu. Bei den Europameisterschaften 2018 in Sofia gewann sie die Silbermedaille und startete daraufhin auch noch bei den Weltmeisterschaften 2018 in Neu-Delhi, wo sie erneut in der Vorrunde unterlag.
2019 wurde ihr bis dahin erfolgreichstes Jahr. Sie gewann jeweils die Goldmedaille bei den Europaspielen in Minsk und den Europameisterschaften in Alcobendas. Bei den Weltmeisterschaften 2019 in Ulan-Ude gewann sie die Silbermedaille und besiegte dabei im Halbfinale die sechsfache Weltmeisterin Mary Kom.
Im Juni 2021 gewann sie die europäische Olympiaqualifikation in Paris und startete ab Juli 2021 bei den in Tokio ausgetragenen Olympischen Spielen. Bei Olympia zog sie durch Siege gegen Tursunoy Rahimova, Jutamas Jitpong und Huang Hsiao-wen in das Finale des Fliegengewichts ein, wo sie gegen Stojka Krastewa unterlag und die olympische Silbermedaille gewann.
Bei der Weltmeisterschaft 2022 in Istanbul gewann sie mit einem Finalsieg gegen Íngrit Valencia die Goldmedaille. Im Oktober 2022 gewann sie auch die Europameisterschaft in Budva und im Juli 2023 die Europaspiele in Krakau.
2024 siegte sie bei der Europameisterschaft in Belgrad und nahm an den Olympischen Spielen 2024 in Paris teil, wo sie erst im Finalkampf gegen Wu Yu unterlag und ihre zweite olympische Silbermedaille gewann. Bei der Weltmeisterschaft 2025 in Niš gewann sie ebenfalls die Silbermedaille.